# Dino Beganovic
Dino Beganovic (Linköping, 19 januari 2004) is een Zweeds-Bosnisch autocoureur. Sinds 2020 is hij lid van de Ferrari Driver Academy, het opleidingsprogramma van het Formule 1-team van Scuderia Ferrari. In 2022 werd hij kampioen in het Formula Regional European Championship.

## Carrière

### Karten
Beganovic begon zijn autosportcarrière in het karting in 2011. Hij heeft meerdere nationale kampioenschappen gewonnen, waaronder de OKJ-klasse van het Zweedse kampioenschap in 2018. In 2019 won Beganovic de OK-categorie in de Zweedse en Italiaanse kampioenschappen en werd hij tweede in de WSK Euro Series.

### Formule 4
In 2020 stapte Beganovic over naar het formuleracing, waarin hij uitkwam in het Italiaanse Formule 4-kampioenschap bij het Prema Powerteam. Tevens werd hij door het Formule 1-team van Ferrari opgenomen in de Ferrari Driver Academy. Hij won een race op het Autodromo Internazionale Enzo e Dino Ferrari en stond in vijf andere races op het podium. Met 179 punten werd hij achter Gabriele Minì en Francesco Pizzi derde in de eindstand. Daarnaast reed hij voor Prema ook in twee raceweekenden van het ADAC Formule 4-kampioenschap, waarin een zevende plaats op de Hockenheimring Baden-Württemberg zijn beste resultaat was.

### Formula Regional

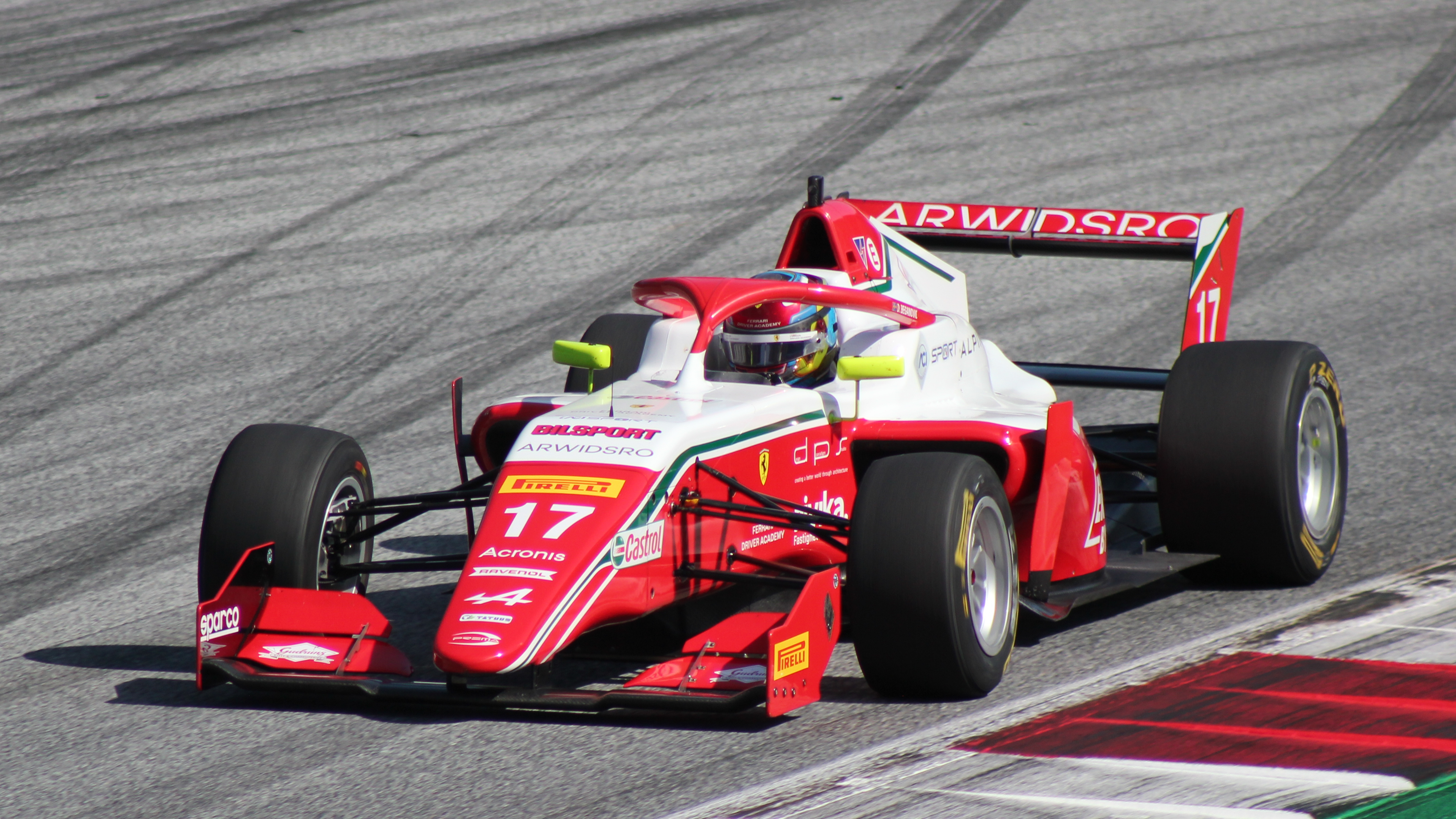
Beganovic tijdens de FRECA-race op de Red Bull Ring in 2021

In 2021 begon Beganovic het seizoen in het Aziatische Formule 3-kampioenschap bij het Abu Dhabi Racing by Prema. Hij nam deel aan slechts drie van de vijf raceweekenden, waarin hij wel viermaal op het podium stond. Hierdoor werd hij alsnog zevende in het klassement met 88 punten. Aansluitend debuteerde hij in het Formula Regional European Championship, waarin hij eveneens voor Prema reed. Hij behaalde een podiumfinish op het Circuit Mugello en lag op koers voor een overwinning in de seizoensfinale op het Autodromo Nazionale Monza, maar deze glipte op het laatste moment door zijn vingers na een ongeluk met zijn teamgenoot David Vidales. Met 53 punten werd hij dertiende in het kampioenschap.
In 2022 begon Beganovic opnieuw in de Aziatische Formule 3, dat de naam had veranderd naar het Formula Regional Asian Championship, bij het team Mumbai Falcons India Racing. Dit jaar reed hij wel alle races. Hij behaalde een overwinning op het Dubai Autodrome en stond in vier andere races op het podium. Met 130 punten werd hij vijfde in het klassement. Vervolgens keerde hij terug in het Formula Regional European Championship bij Prema. Hij won vier races op Monza, Imola, het Circuit de Monaco en het Circuit de Spa-Francorchamps en behaalde negen andere podiumplaatsen. Met 282 punten werd hij gekroond tot kampioen in de klasse.
In 2023 begint Beganovic het seizoen in het Formula Regional Middle East Championship, de opvolger van het Aziatische kampioenschap, opnieuw bij Mumbai Falcons.

### Formule 3
In 2023 debuteerde Beganovic in het FIA Formule 3-kampioenschap bij Prema. Hij behaalde vier podiumplaatsen op het Bahrain International Circuit, Monaco, het Circuit de Barcelona-Catalunya en de Hungaroring. Met 96 punten werd hij zesde in het eindklassement.
In 2024 bleef Beganovic voor Prema in de FIA Formule 3 rijden. In Bahrain behaalde hij zijn eerste pole position, voordat hij op het Albert Park Street Circuit zijn eerste zege in het kampioenschap behaalde. Op Spa-Francorchamps voegde hij hier een tweede overwinning aan toe. Daarnaast stond hij ook op de Red Bull Ring en de Hungaroring op het podium. Met 108 punten werd hij opnieuw zesde in de eindstand.

### Formule 2
In de laatste twee raceweekenden van 2024 maakte Beganovic zijn Formule 2-debuut bij het team DAMS als vervanger van de vertrokken Juan Manuel Correa. In de sprintrace op het Yas Marina Circuit behaalde hij zijn eerste podiumplaats. Met 22 punten werd hij twintigste in de eindstand.
In 2025 rijdt Beganovic zijn eerste volledige seizoen in de Formule 2 bij het team Hitech TGR.

### Formule 1
Dino Beganovic reed op 11 april 2025 voor het eerst in een Formule 1-wagen van Ferrari (als vervanger van Charles Leclerc) tijdens de eerste vrije training van de Grand Prix van Bahrein.. Hij kwam op 27 juni 2025 tijdens de eerste vrije training van de Grand Prix van Oostenrijk in actie voor Ferrari wederom als vervanger van Charles Leclerc.

## Leefomgeving en familie
De ouders van Beganovic zijn voor zijn geboorte verhuisd van Bosnië en Herzegovina naar Zweden. Beganovic spreekt Bosnisch, Zweeds, Engels en Italiaans.